# Lisice za palce
Lisice za na palce so kovinska naprava za zadrževanje in blokiranje palcev.
Prvotno so jih uporabljali detektivi in kriminalisti, ki so jih lahko prenašali v žepu. Poznamo toge naprave, oziroma v nekaterih azijskih državah so povezane z verigami in izgledajo kot pomanjšane lisice.
Lisice za palce se redko uporabljajo zaradi povečane možnosti poškodb, najpogosteje zaradi tesnih manšet, ki blokirajo krvni obtok. Namesto tega se običajno uporabljajo klasične lisice.
Lisice za palce se lahko uporabljajo tudi za vklepanje prstov na nogah. 
Poznamo tudi lisice z dvojno ključavnico, ki imajo zaklopno vrvico, ki ob vklopu, običajno z uporabo zgornjega dela ključa, ustavi pritisk na lisice in prepreči oženje, kar bi lahko povzročilo poškodbe. 